# در جایی امن
در جایی امن (به ترکی استانبولی: Sen Yaşamaya Bak) یک فیلم عاشقانه کمدی-درام با بازی آصلی انور و کان اورگانجی‌اوغلو محصول سال ۲۰۲۲ سینمای ترکیه می‌باشد.

## داستان
مادری مجرد که به بیماری لاعلاج تشخیص داده می‌شود، در حالی که با آینده کودک شش ساله خود دست و پنجه نرم می‌کند، با یک مرد مجرد خوش اخلاق روبرو می‌شود و ...